# Llista de peixos d'Hongria

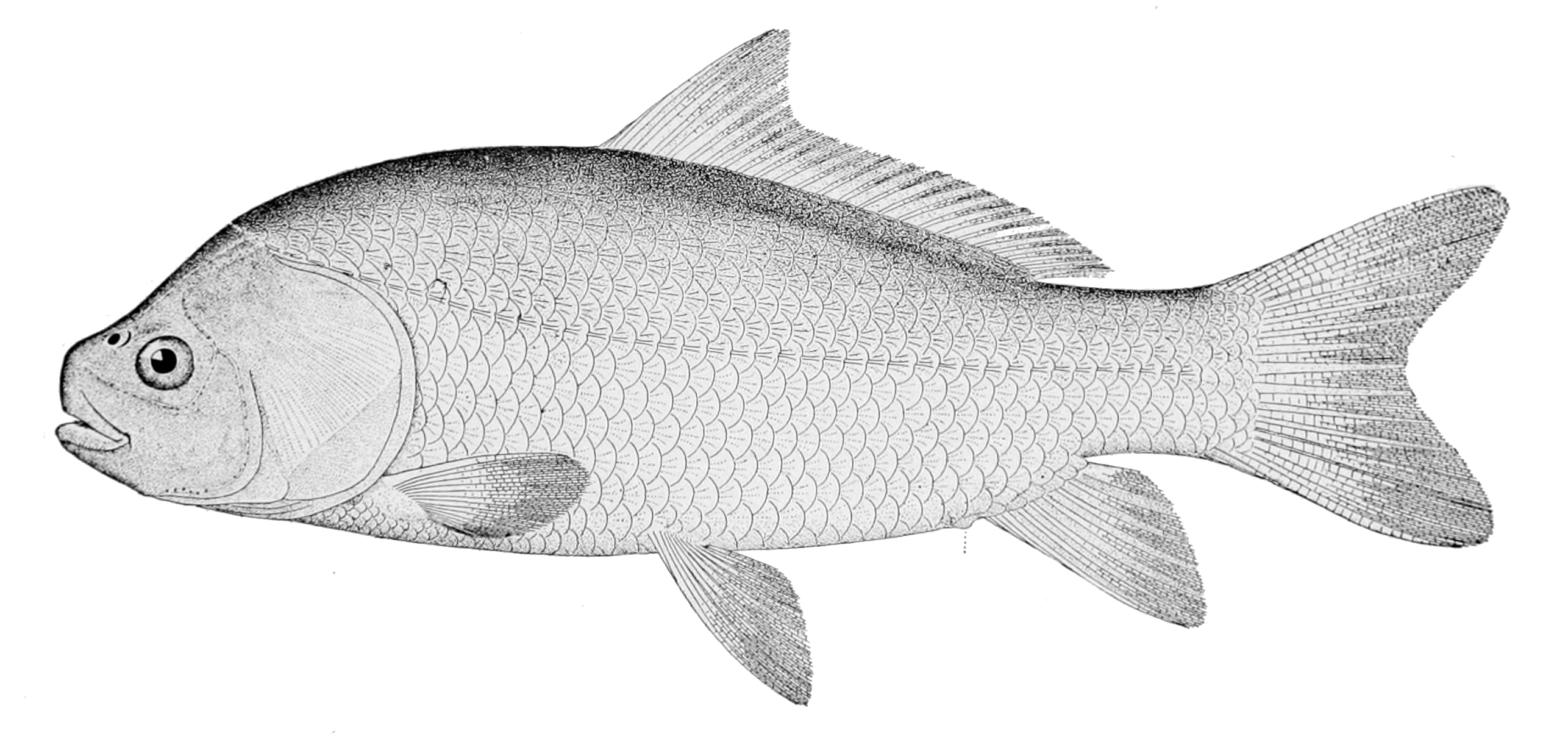
Ictiobus bubalus

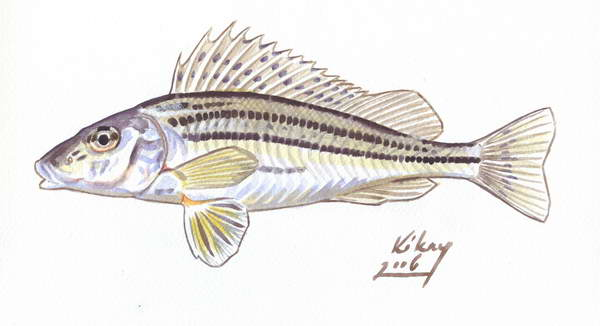
Gymnocephalus schraetzer

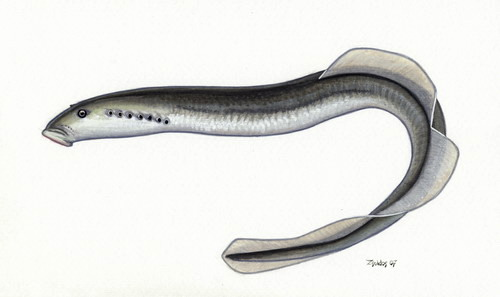
Eudontomyzon danfordi

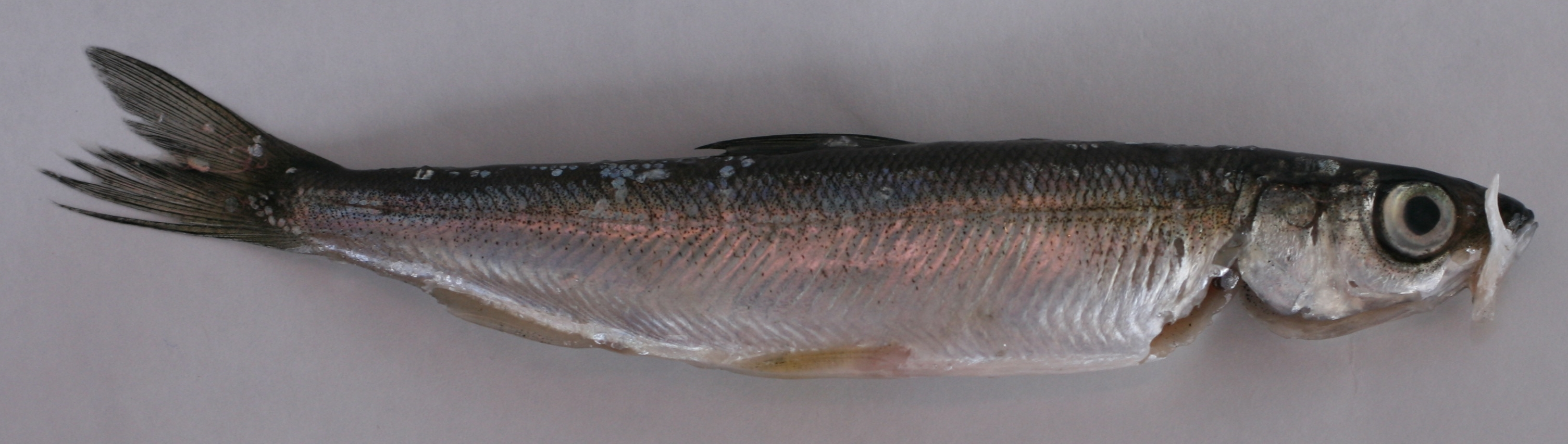
Corègon blanc (Coregonus albula)

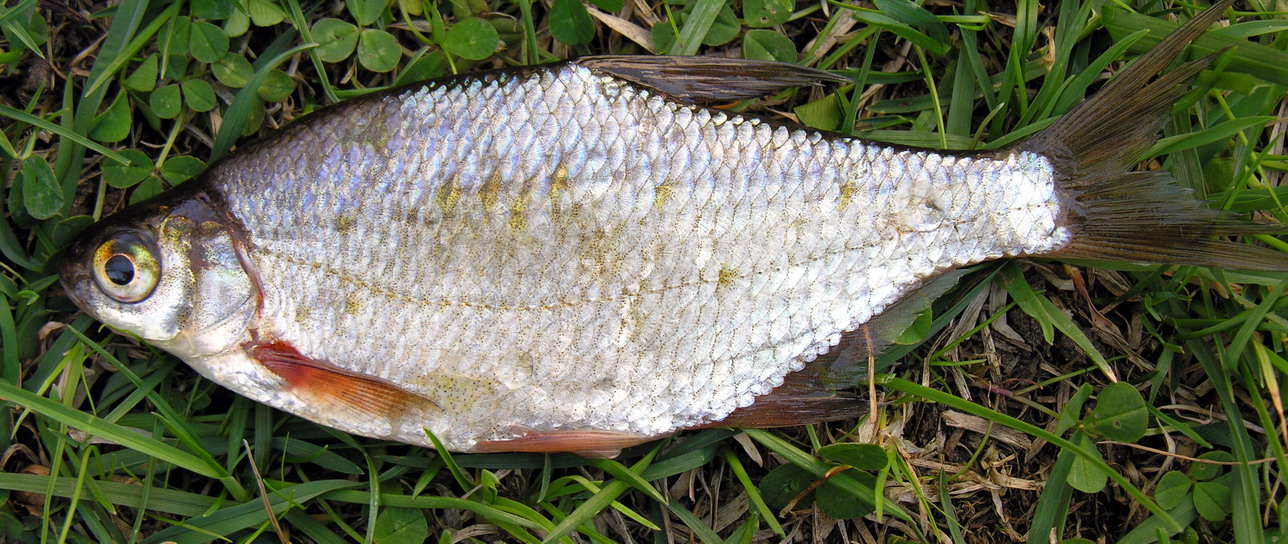
Blicca bjoerkna

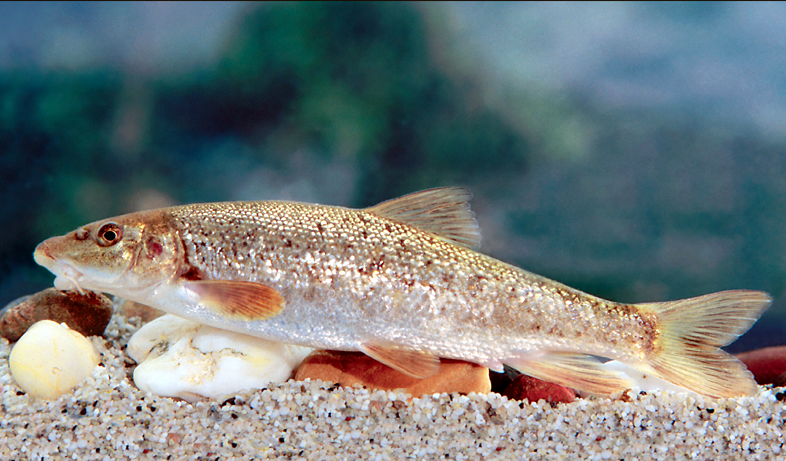
Barbus petenyi

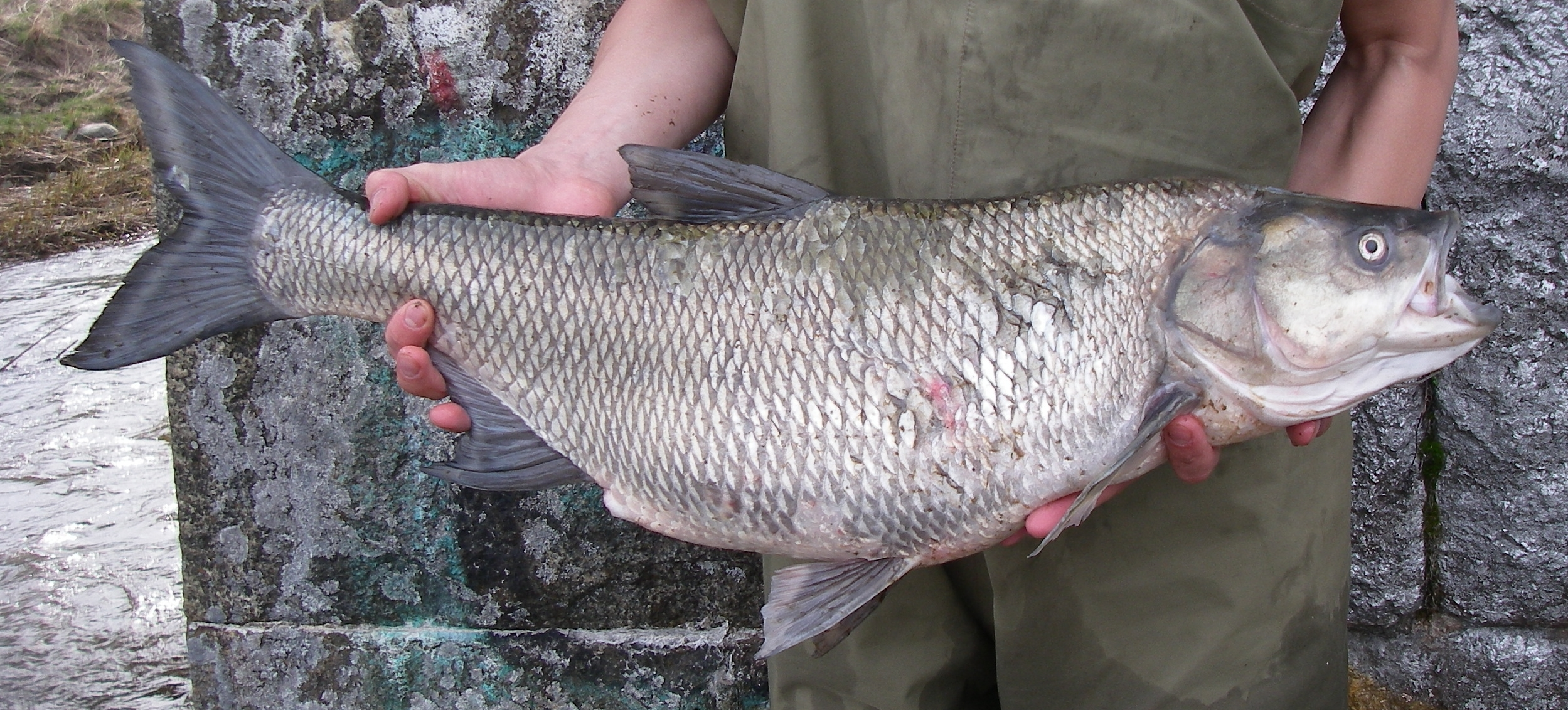
Aspius aspius

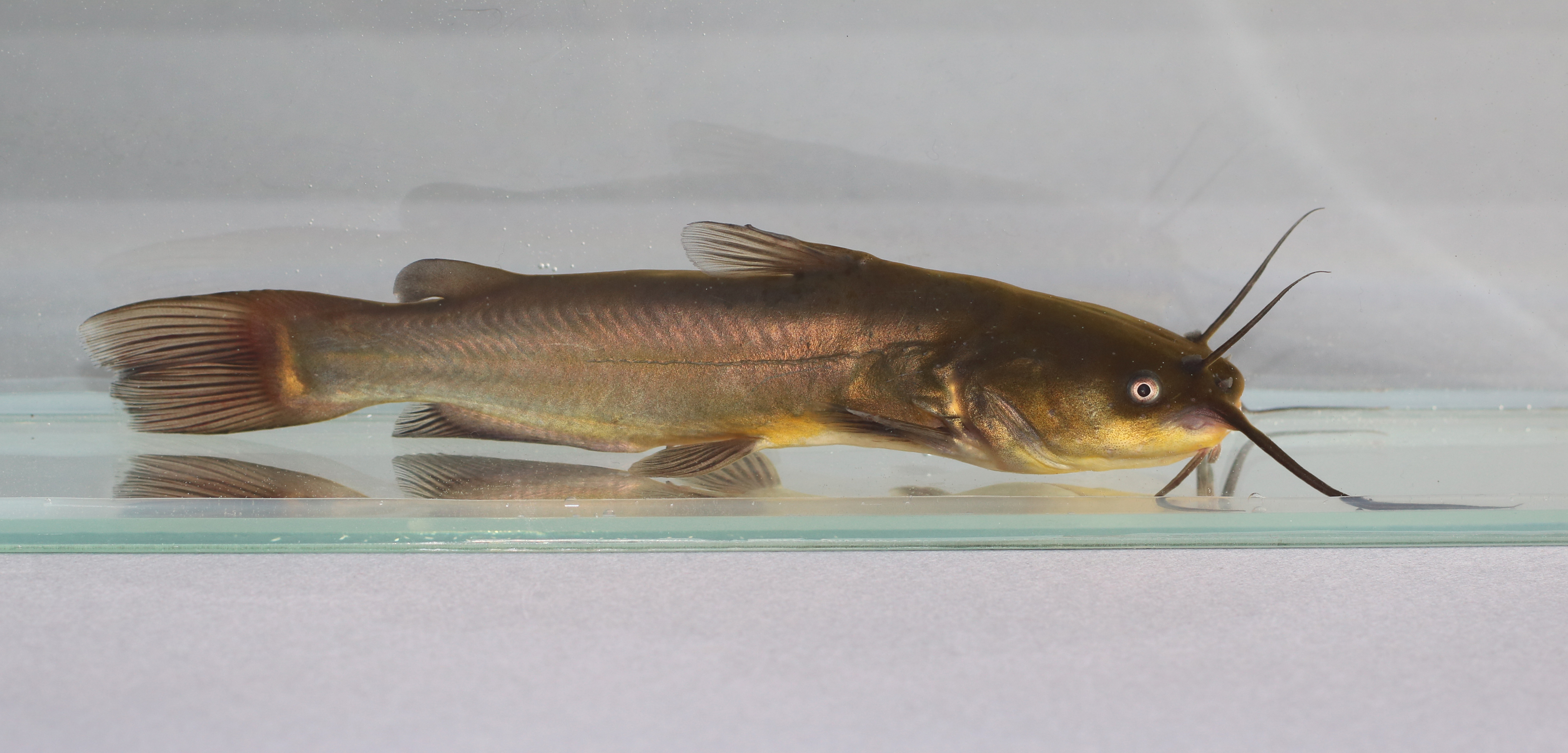
Peix gat negre (Ameiurus melas)

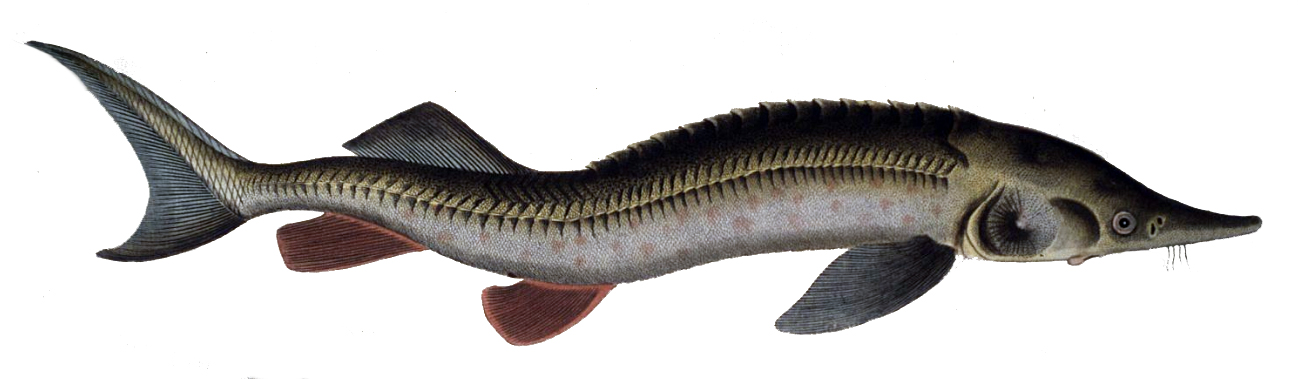
Acipenser ruthenus

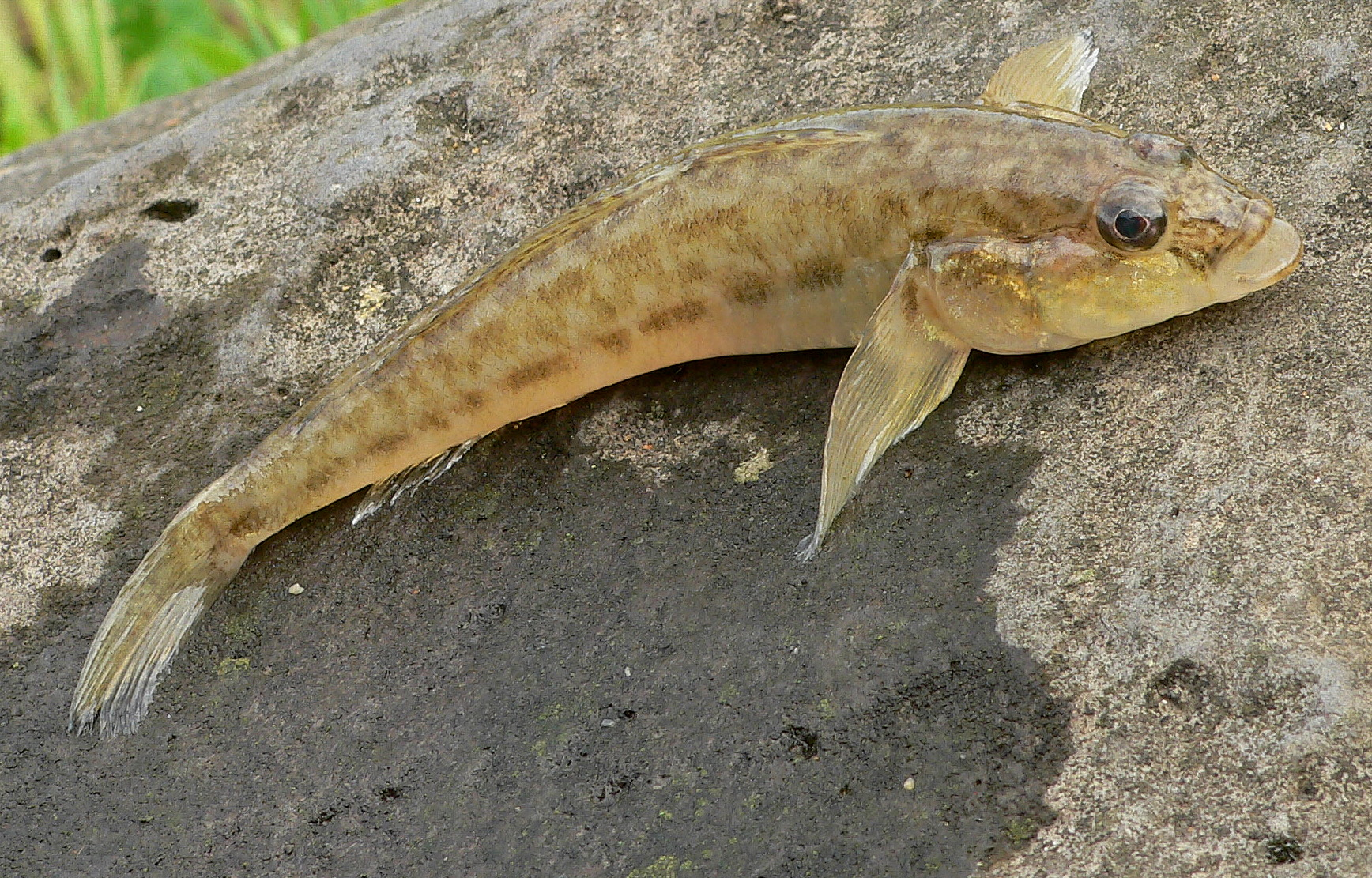
Neogobius fluviatilis

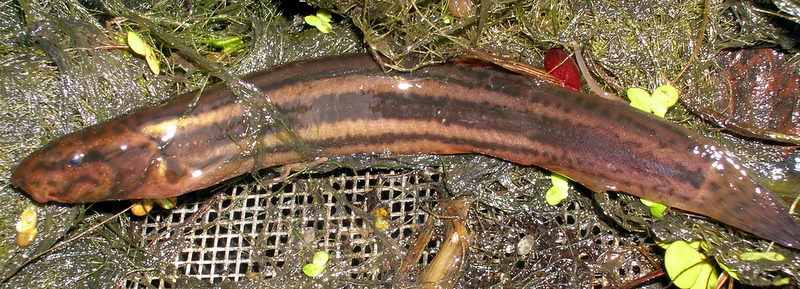
Misgurnus fossilis

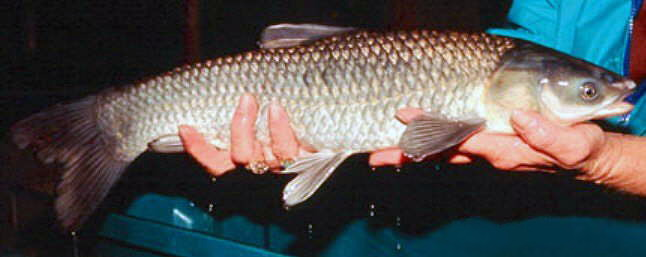
Mylopharyngodon piceus

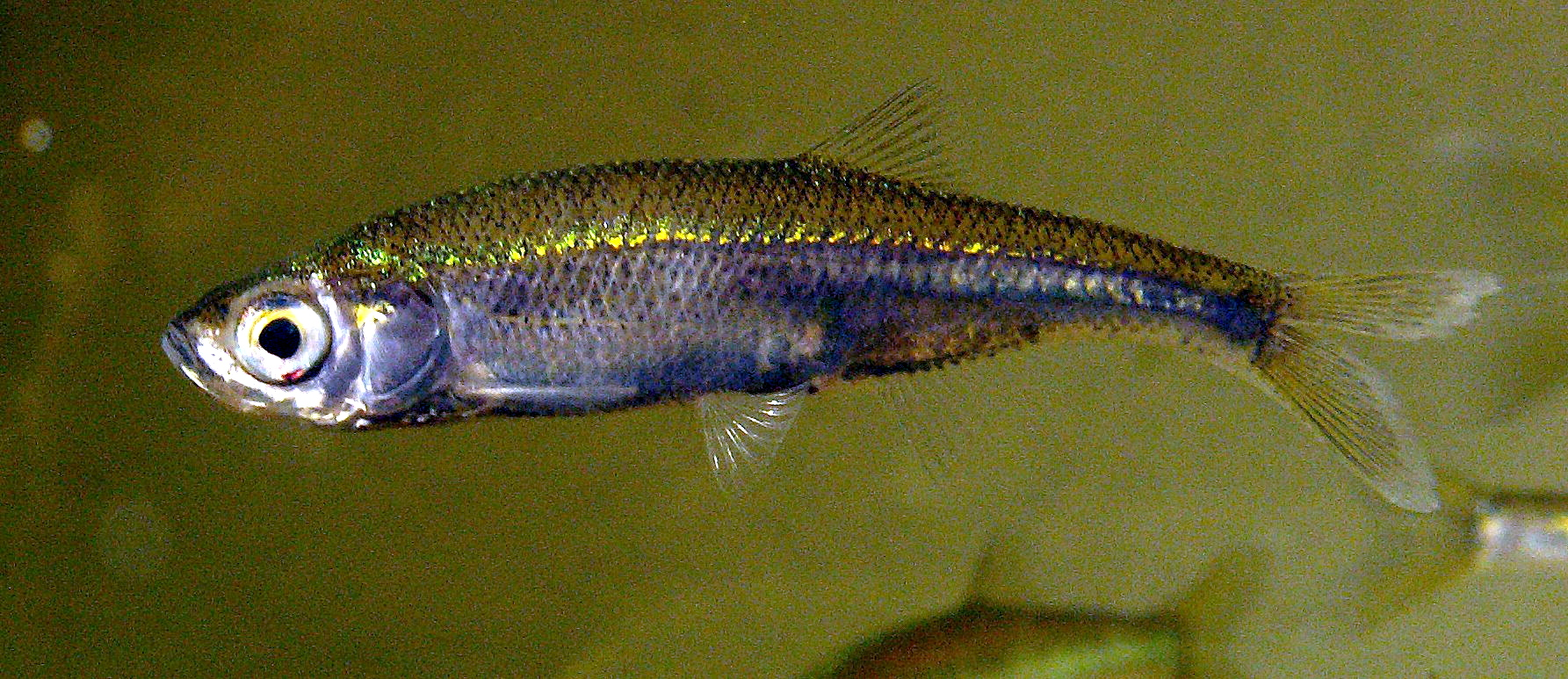
Leucaspius delineatus

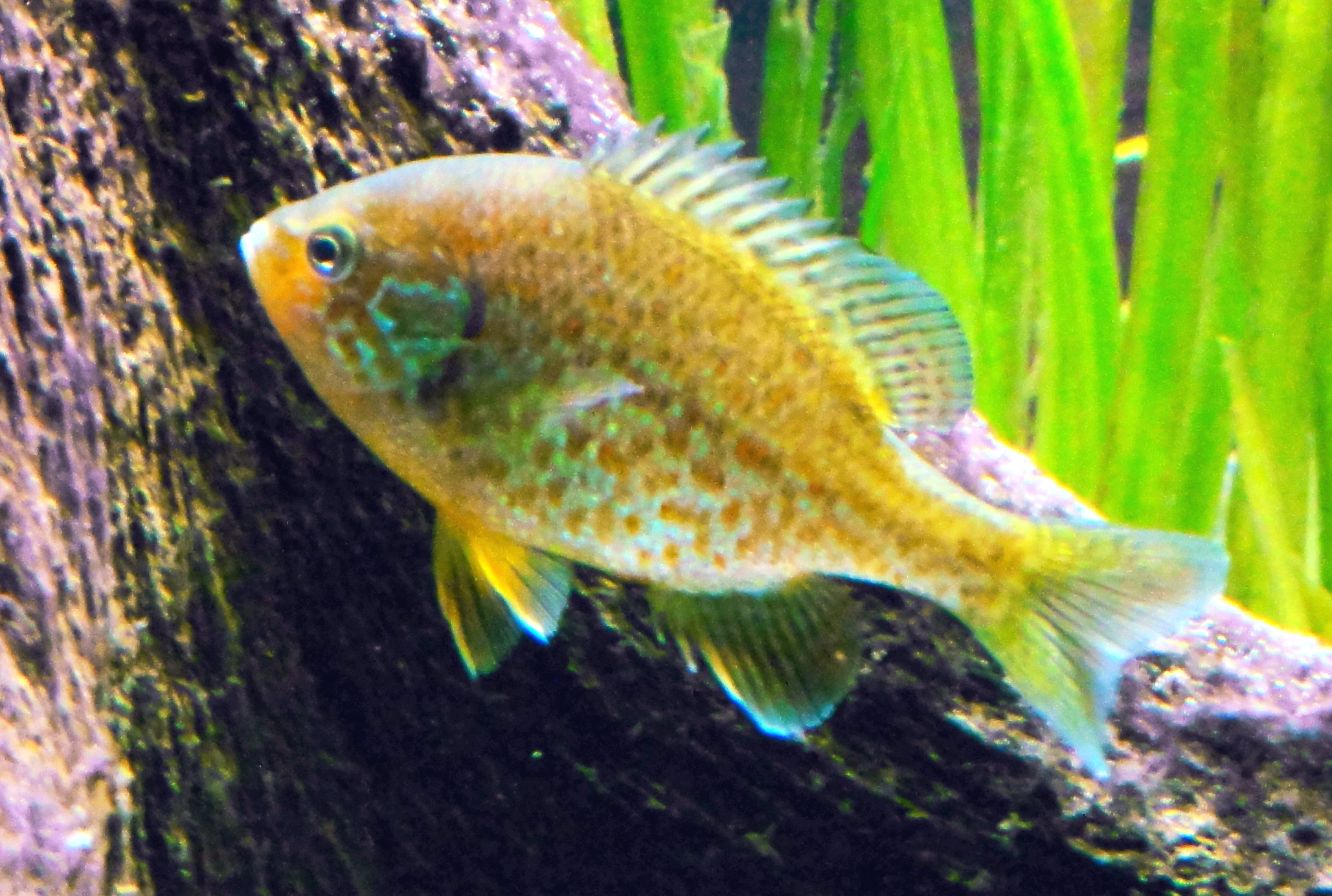
Peix sol (Lepomis gibbosus)

Aquesta llista de peixos d'Hongria -incompleta- inclou 90 espècies de peixos que es poden trobar a Hongria ordenades per l'ordre alfabètic de llur nom científic.

## A
- Abramis brama
- Acipenser nudiventris
- Acipenser ruthenus
- Acipenser stellatus
- Acipenser sturio
- Alburnoides bipunctatus
- Alburnus alburnus
- Alburnus chalcoides
- Ameiurus melas
- Ameiurus nebulosus
- Archocentrus multispinosus
- Aspius aspius

## B
- Ballerus ballerus
- Ballerus sapa
- Barbatula barbatula
- Barbus barbus
- Barbus meridionalis
- Barbus petenyi
- Blicca bjoerkna'

## C
- Carassius auratus auratus
- Carassius carassius
- Carassius gibelio
- Chondrostoma nasus
- Clarias gariepinus
- Cobitis taenia
- Coregonus albula
- Coregonus oxyrinchus
- Coregonus peled
- Cottus gobio
- Cottus poecilopus
- Ctenopharyngodon idella
- Cyprinus carpio carpio

## E
- Esox lucius
- Eudontomyzon danfordi
- Eudontomyzon mariae
- Eudontomyzon vladykovi

## G
- Gambusia affinis
- Gambusia holbrooki
- Gasterosteus aculeatus aculeatus
- Gobio gobio
- Gymnocephalus baloni
- Gymnocephalus cernua
- Gymnocephalus schraetser

## H
- Hucho hucho
- Huso huso
- Hypophthalmichthys molitrix
- Hypophthalmichthys nobilis

## I
- Ictalurus punctatus
- Ictiobus bubalus

## L
- Lepomis gibbosus
- Leucaspius delineatus
- Leuciscus idus
- Leuciscus leuciscus
- Lota lota

## M
- Micropterus salmoides
- Misgurnus fossilis
- Mylopharyngodon piceus

## N
- Neogobius fluviatilis

## O
- Oncorhynchus mykiss

## P
- Pelecus cultratus
- Perca fluviatilis
- Perccottus glenii
- Phoxinus phoxinus
- Poecilia reticulata
- Poecilia sphenops
- Polyodon spathula
- Proterorhinus semilunaris
- Pseudorasbora parva

## R
- Rhodeus amarus
- Rhodeus sericeus
- Romanogobio albipinnatus
- Romanogobio kesslerii
- Romanogobio uranoscopus
- Romanogobio vladykovi
- Rutilus rutilus

## S
- Sabanejewia aurata aurata
- Sabanejewia bulgarica
- Salvelinus fontinalis
- Sander lucioperca
- Sander volgensis
- Scardinius erythrophthalmus
- Silurus glanis
- Squalius cephalus

## T
- Thymallus thymallus
- Tinca tinca

## U
- Umbra krameri

## V
- Vimba vimba

## X
- Xiphophorus hellerii

## Z
- Zingel streber
- Zingel zingel[1]